# قانون الساكسونيين

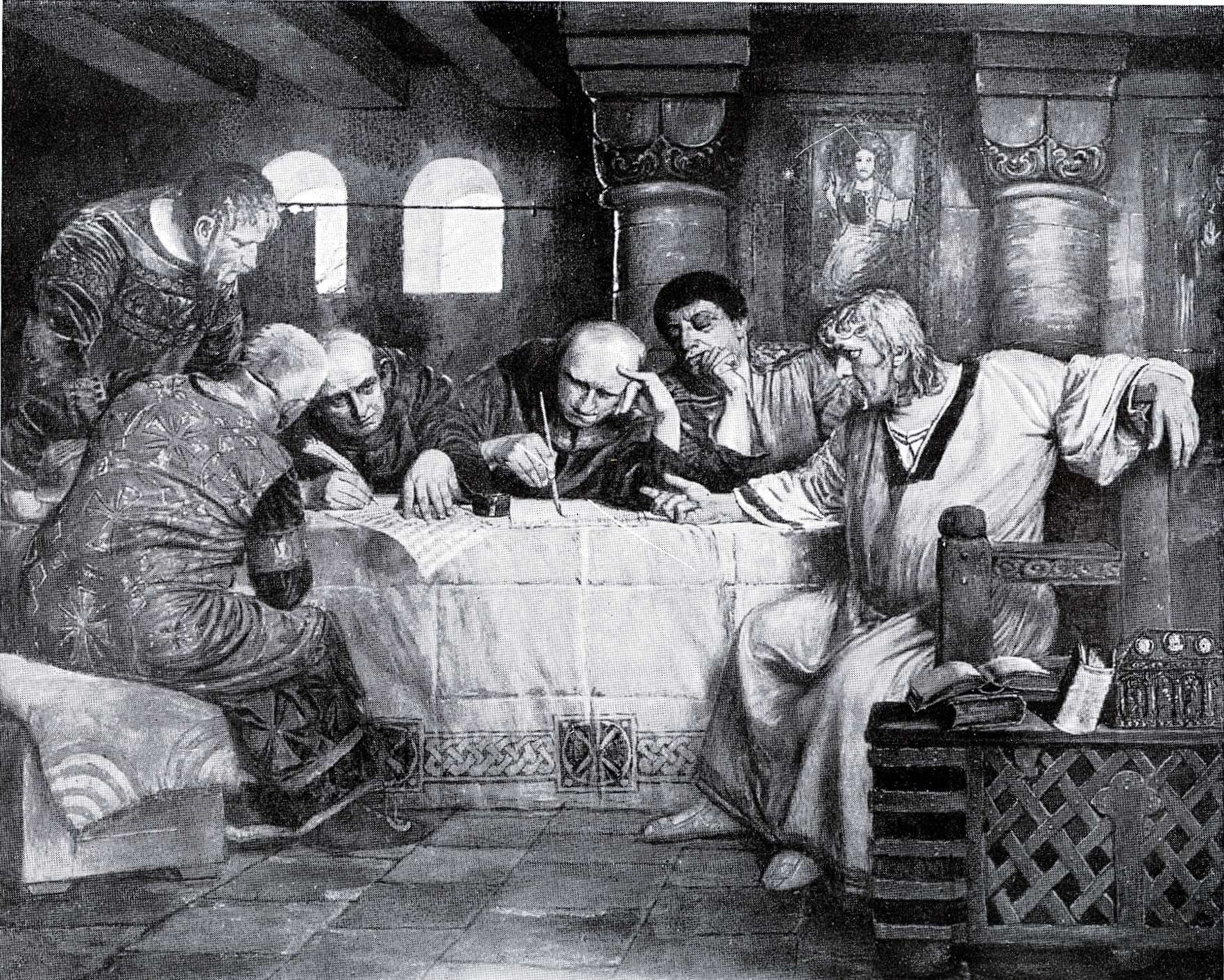
البروفيسور ويلي سباتز (1861 - 1931)، جدارية في مبنى المحكمة الإقليمية العليا في دوسلدورف، شارلمان يدون قوانين الشعب (حوالي 802)

قانون الساكسونيين (بالألمانية: Lex Saxonum) هي سلسلة من القوانين التي أصدرها شارلمان بين عامي 782 و803 كجزء من خطته لإخضاع الأمة الساكسونية وعلاج المشاكل وقتها، حيث القانون يمثل حلاً وسطًا بين العادات والقوانين التقليدية للساكسونيين الوثنيين والقوانين المسيحية المعمول بها في إمبراطورية الفرنجة.
لقد وصل إلينا قانون الساكسونيين في مخطوطتين وطبعتين قديمتين (تلك الخاصة بـ BJ Herold وdu Tillet)، وتم تحرير النص بواسطة كارل فون ريشتهوفن في Monumenta Germaniae Historica ، Leges ، v. يحتوي القانون على عرفي قديم تشريعات ساكسونيا ، وبالصيغة التي وصلت بها إلينا، جاءت متأخرة عن غزو شارلمان لساكسونيا، يسبقه توجيهان من شارلمان لساكسونيا، Capitulatio de Partibus Saxoniae (A. Boretius i.68)، والذي يعود تاريخه إلى 782 أو 795،  ويتميز بقسوة كبيرة حيث يكون الإعدام عقوبة كل جريمة ضد الديانة المسيحية؛ و أيضاً Capitulare Saxonicum (A. Boretius i. 71) بتاريخ 28 أكتوبر 797، حيث يُظهر شارلمان قدرًا أقل من الوحشية ويلفظ مؤلفات بسيطة عن الآثام التي كانت تؤدي في السابق إلى الموت.
يبدو أن قانون الساكسونيين يعود تاريخه إلى عام 803، لأنه يحتوي على أحكام موجودة في Capitulare Legi Ribuariae additum في ذلك العام. حيث أنشأ القانون العادات القديمة وفي الوقت نفسه ألغى كل ما يتعارض مع روح المسيحية وأعلنت حالة السلام للكنائس التي ضمنت ممتلكاتها واعترفت بحق اللجوء .

## روابط خارجية
- معلومات عن lex Saxonum وتقليد المخطوطات الخاص به في Bibliotheca legum regni Francorum manuscripta</link> موقع إلكتروني ، قاعدة بيانات عن نصوص القانون العلماني الكارولنجية (كارل أوبل، جامعة كولونيا، ألمانيا، 2012).